# Hans Diedrich von Tiesenhausen
Johannes Diedrich Freiherr von Tiesenhausen (Riga, 22 febbraio 1916 – Vancouver, 17 agosto 2000) è stato un militare tedesco.
Ufficiale della Marina tedesca imbarcato sui sommergibili durante la seconda guerra mondiale, fu insignito della Croce di Cavaliere della Croce di Ferro  per aver affondato la nave da battaglia Barham il 25 novembre 1941. Citato personalmente due volte nei Wehrmachtbericht (26 novembre 1941 e 27 gennaio 1942), nel corso della sua carriera di sommergibilista ha affondato o danneggiato tre navi militari per un totale di 40.235 tonnellate.

## Biografia

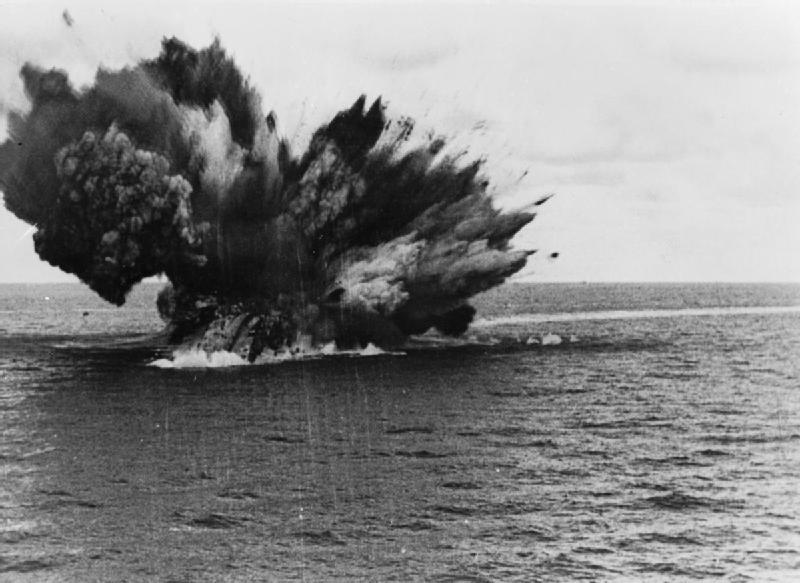
L'esplosione della nave da battaglia Barham il 25 novembre 1941.

Nacque il 22 febbraio 1913 a Riga, allora parte del Governatorato della Livonia appartenente all'Impero russo, figlio di Gerhard famiglia dei Tiesenhausen appartenente alla nobiltà tedesca del Baltico. L'8 aprile 1934 si arruolò nella Reichsmarine, effettuando l'addestramento basico presso la Divisione addestrativa del Baltico a Stralsund, per imbarcarsi quindi sulla nave scuola Gorch Fock il 15 giugno, e venendo promosso al grado di Seekadett il 26 settembre dello stesso anno. Dopo essere stato promosso  Fänrich-zur-see il 1º luglio 1935, divenne Oberfänrich-zur-see il 1º gennaio 1937 e Leutnant-zur-see il 1º aprile dello stesso anno. Durante la guerra civile spagnola effettuò alcune crociere di pattugliamento della acque territoriali spagnole imbarcato sull'incrociatore leggero Nürnberg nel corso del 1937, e poi entrò in servizio nel 5º Battaglione dell'artiglieria costiera a Pillau.
Promosso Oberleutnant-zur-see il 1º aprile 1939, nell'ottobre dello stesso anno, dopo lo scoppio della seconda guerra mondiale, iniziò l'addestramento sui sommergibili, imbarcandosi nel dicembre successivo a bordo dell'U-23, allora al comando del Kapitänleutnant Otto Kretschmer, come ufficiale di guardia. Sotto il suo comando partecipò a tre missioni di pattugliamento che portarono all'affondamento di cinque navi,tre cui un cacciatorpediniere, per un totale di 27.000 tonnellate. Dopo una quarta missione, agli ordini del Comandante Heinz Beduhn fu trasferito sul nuovo U-93, al comando del Kapitänleutnant Klaus Korth, in qualità di secondo.
Il 30 gennaio 1940 fu decorato con la Croce di Ferro di II Classe e il 26 febbraio con l'U-Boot-Kriegsabzeichen.
Il 31 marzo 1941 assunse il comando del sommergibile U-331, appartenente al Tipo VIIC, con cui partì da Kiel il 2 luglio effettuando la prima missione di pattugliamento nellOceano Atlantico, raggiungendo le isole Azzorre prima di ritornare a Lorient, in Francia, il 19 agosto. Il 24 settembre successivo il sommergibile lasciò il porto di Lorient e penetrò nello stretto di Gibilterra iniziando ad operate nel Mar Mediterraneo. Il 10 ottobre attaccò con il cannone tre LST al largo di Sidi El Barrani, Egitto, infliggendo loro lievi danni, ma a sua volta l'U-331 fu colpito dal fuoco di risposta dei cannoni Bofors da 40 mm che danneggiarono la torretta e uccisero un marinaio, ferendone un altro. Il giorno seguente l'U-331 raggiunse il porto di Salamina (Grecia), sede della 23. Unterseebootsflottille per effettuare le necessarie riparazioni. Il 12 novembre salpò da Salamina con a bordo sette elementi delle forze speciali (Lehrregiment Brandenburg) che dovevano sbarcare sulla costa egiziana ad est di Ras Gibeisa, al fine di minare e distruggere una linea ferroviaria. Al termine della missione l'unità iniziò a pattugliare la costa egiziana, e il 25 novembre avvistò ed attaccò la nave da battaglia Barham che fu colpita sul lato sinistro da tre siluri ed affondò rapidamente esplodendo con la morte di 862 uomini su un equipaggio di 1.312. Rientrato a Salamina il 26 novembre fu menzionato per la prima volta nel Wehrmachtbericht, e il 27 gennaio 1942 fu decorato con la Croce di Cavaliere della Croce di Ferro e promosso Kapitänleutnant.
Dopo aver effettuato altre cinque, infruttuose, missioni in seno anche alla 29. Unterseebootsflottille di stanza a La Spezia, il 17 novembre 1942, durante lo svolgimento dell'Operazione Torch, l'U-331 fu attaccato a nord di Algeri da un velivolo da pattugliamento marittimo Lockheed Hudson e gravemente danneggiato. Impossibilitato ad immergersi decise di arrendersi, ma il sommergibile fu nuovamente attaccato da un aerosilurante Fairey Albacore decollato dalla portaerei HMS Formidable ed affondato. Scampato all'affondamento della sua unità fu recuperato da un idrovolante britannico assieme agli altri sopravvissuti, venendo trasferito come prigioniero di guerra in un campo dell'Inghilterra e poi in Canada dove rimase fino alla data della sua liberazione, nel 1947.  Rientrato in Germania avviò un'attività di falegnameria, ma nel 1951 ritornò definitivamente in Canada, svolgendo attività di architetto di interni e fotografo naturalista. Si spense a Vancouver il 17 agosto 2000.

### Annotazioni
1. ↑  A bordo dell'U-331 si registrarono 32 morti, mentre 17 furono i sopravvissuti.

### Fonti
1. 1 2 3 4 5 6 7 8  Brescia 2000, p. 10.
2. 1 2 3   Guðmundur Helgason, Kapitänleutnant Freiherr Hans-Diedrich von Tiesenhausen, su German U-boats of WWII – uboat.net. URL consultato l'11 gennaio 2010.
3. ↑   Guðmundur Helgason, Patrol of U-boat U-331 from 2 Jul 1941 to 19 Aug 1941, su German U-boats of WWII – uboat.net. URL consultato l'11 gennaio 2010.
4. ↑   Guðmundur Helgason, Patrol of U-boat U-331 from 24 Sep 1941 to 11 Oct 1941, su German U-boats of WWII – uboat.net. URL consultato l'11 gennaio 2010.
5. ↑   Report on the interrogation of survivors from U-331, su uboatarchive.net. URL consultato il 12 gennaio 2010 (archiviato dall'url originale il 5 settembre 2009).
6. ↑   Guðmundur Helgason, Patrol of U-boat U-331 from 12 Nov 1941 to 3 Dec 1941, su German U-boats of WWII – uboat.net. URL consultato l'11 gennaio 2010.
7. ↑   Guðmundur Helgason, HMS Barham (04) (Battleship), su German U-boats of WWII - uboat.net. URL consultato l'11 gennaio 2010.
8. ↑  Scherzer 2007, p. 745.
9. ↑  Fellgiebel 2000, p. 423.
10. 1 2 3 4 5  Busch, Röll 2003, p. 191.
11. ↑  Busch, Röll 2003, p. 190.

### Periodici
- Maurizio Brescia, U-boote in Mediterraneo. Parte 1ª, in Storia Militare, n. 84, Parma, Ermanno Albertelli Editore, settembre 2000,  pp. 4-21, ISSN 1122-5289.